# Максима Групе
„Максима Групе“ (на литовски: Maxima grupė) е холдингово дружество във Вилнюс, управляващо транснационална корпоративна група с верига от магазини за бързооборотни стоки в Прибалтика, Полша и България.

## История
Първите 3 магазина са открити през 1992 г. в Литва, изграждат се други, обединени днес от местната дъщерна компания „Максима Литва“ (Maxima Lietuva). От 2001 г. се разширява към съседните страни, като стъпва в Рига, Латвия и Пярну, Естония и изгражда магазини в рамките на местните компании „Максима Латвия“ (Maxima Latvija) и „Максима Естония“ (Maxima Eesti). Създава в България дъщерната компания „Максима България“ през 2005 г. Закупува компанията „Алдик“ (Aldik) в Полша с 24 магазина през 2011 г.

## Магазини
Към 2015 г. Maxima grupė има 532 магазина (2015) в 5 страни – Литва (236), Латвия (150), Естония (75), Полша (26) и България (45). В групата работят 31 569 души (2014). Годишните приходи на фирмата са 2,7 млрд. евро (2015).
Оперират се следните формати магазини: Maxima X, Maxima XX, Maxima XXX, "hyper Maxima", "Maxima B", "Ermitažas", T Market. В зависимост от големината им в тях се предлагат от 3000 до 65 000 стоки.
- Магазин в Рига, Латвия
- Магазин в Пярну, Естония
- Магазин „Алдик“ във Варшава

## Марки
Maxima grupė използва собствени марки за отделни линии стоки: Maxima Favorit – висококачествени стоки, Optima Linija – евтини стоки, Maxima Ecologica – биопродукти, Meistro Kokybė (и Meistara Marka в Латвия) – пресни меса и риба, деликатеси и сладкииши, Disney – детски стоки, Saulės pienas (и Saules piens в Латвия) – млечни продукти, Mano – месни продукти, Ocean – рибни продукти, Collexion – облекло и обувки, Strada – ежедневно детско облекло и обувки.